# Пежув (гмина)
Пежув (пол. Perzów) — сельская гмина (волость) в Польше, входит как административная единица в Кемпненский повет, Великопольское воеводство. Население — 3925 человек (на 2004 год).

## Соседние гмины
1. Гмина Бралин
2. Гмина Дзядова-Клода
3. Гмина Кобыля-Гура
4. Гмина Намыслув
5. Гмина Рыхталь
6. Гмина Сыцув